# Fabián Chávez
Sergio Fabián Chávez Sandoval, mais conhecido como Fabián Chávez (Monterrei, 21 de abril de 1989) é um ator, cantor, dublador, apresentador, diretor e produtor mexicano.

## Filmografia
| Telenovelas e Séries | Telenovelas e Séries | Telenovelas e Séries |
| Ano                  | Título               | Personagem           |
| -------------------- | -------------------- | -------------------- |
| 2002                 | Cómplices al rescate | Joaquim Olmos        |
| 2008                 | Central de Abasto    | Fabián               |

## Outros trabalhos
- Código F.A.M.A.
- De moda y mucho más
- Desvelados
- Aprendiendo y ganando
- Con clase
- Jugando